# Raiffeisenbank Illertal
Die Raiffeisenbank Illertal eG war eine Genossenschaftsbank mit Sitz in Erolzheim.
Ihr Geschäftsgebiet umfasste den östlichen Teil des Landkreises Biberach. Im Jahre 2013 fusionierte die Bank mit der Volksbank Laupheim eG zur Volksbank Raiffeisenbank Laupheim-Illertal eG.

## Geschichte
Die Raiffeisenbank Illertal entstand 1998 im Rahmen einer Fusion, aus acht ehemals selbständigen Raiffeisenbanken im Rot- und württembergischen Illertal.
Historische Gründungsdaten:
| Niederlassung  | Bankbezeichnung                                      | Gründungsdatum |
| -------------- | ---------------------------------------------------- | -------------- |
| Erolzheim      | Erolzheimer Spar- und Darlehenskassenverein eGmuH    | 02.01.1868     |
| Haslach        | Haslacher Spar- und Darlehenskassenverein eGmuH      | 29.06.1924     |
| Kirchdorf      | Kirchdorfer Spar- und Darlehenskassenverein eGmuH    | 30.11.1920     |
| Dettingen      | Dettinger Spar- und Darlehenskassenverein eGmuH      | 30.03.1919     |
| Tannheim       | Spar- und Darlehenskassenverein Tannheim eGmuH       | 01.01.1904     |
| Kirchberg      | Kirchberger Spar- und Darlehenskassenverein eGmuH    | 23.01.1903     |
| Ellwangen      | Darlehenskassenverein Ellwangen eGmuH                | 01.01.1903     |
| Rot an der Rot | Spar- und Darlehenskassenverein Rot an der Rot eGmuH | 01.01.1903     |
| Berkheim       | Berkheimer Spar- und Darlehenskassenverein eGmuH     | 19.02.1902     |

Die Gründer der Genossenschaftsidee:
Friedrich Wilhelm Raiffeisen und
Hermann Schulze-Delitzsch

## Geschäftsstellen
- Berkheim
- Dettingen an der Iller
- Ellwangen
- Erolzheim
- Haslach
- Kirchberg an der Iller
- Kirchdorf an der Iller
- Rot an der Rot
- Tannheim